# 十字架 (星官)
十字架 相當於現代星座的南十字座，因為其中的恆星都遠離中原地區，要在南方才能看見，所以不包括在傳統的三垣和二十八宿系統之內。直到明朝後期，徐光啟和德國傳教士湯若望編輯《崇禎曆書》才依據西方的星座圖將它們加入中國的星官中。這個南半球的星座在中國被列入近南極星區的23個星官，命名為十字架。
這個星官中最亮的幾顆星：十字架一 (南十字γ，Gacrux)、十字架二 (南十字α，Acrux)、十字架三 (南十字β，Mimosa)，之前在中國的天空中可能都未曾見過。
這個星官在西方的星座名稱是南十字座，意思就是南天的十字架形狀星座。

## 所含恒星及对应西方名称[2]
| 中国古代星名 | 现代星名 | 所属星座 |
| ------------ | -------- | -------- |
| 十字架一     | γ Cru    | 南十字座 |
| 十字架二     | α Cru    | 南十字座 |
| 十字架三     | β Cru    | 南十字座 |
| 十字架四     | δ Cru    | 南十字座 |
| 十字架增一   | ε Cru    | 南十字座 |

## 外部連結
- Crux – Chinese associations（页面存档备份，存于）
- 香港太空館研究資源
  - 中國星區、星官及星名英譯表
  - （页面存档备份，存于）
- 台灣自然科學博物館天文教育資訊網
  - 中國古天文
  - （页面存档备份，存于）